# Enric el Blanc
Enric III el Blanc —Henryk III Biały (polonès)— (1227/1230 – 3 de desembre? de 1266) fou Duc de Breslau de 1248 fins a la seva mort (com governant amb el seu germà).

## Família

L'àguila negra del dels Piasts de Silèsia

Fou el tercer fill d'Enric II el Pietós, Duc de Breslau, i la seva muller Anna, filla del Rei de Bohèmia Ottokar I. El 2 de juny de 1252, Enric III es casà amb Judit (1222/25 – 4 de desembre 1257/65?), filla de Duc Conrad I de Masòvia i vídua de Miecislau II el Gras, Duc d'Opole. Van tenir dos nens:
1. Eduvigis (ca. 1256 – mort després del 14 de desembre del 1300), va casar en primer lloc per 1271/72 a Enric, Senyor de Pleissnerland - fill gran d'Albert II, Marcgravi de Meissen-, i segonament dins 1283 amb Otó I, Príncep de Anhalt-Aschersleben.
2. Enric IV el Just (ca. 1258 – 24 de juny de 1290).

Poc abans de la seva mort el 1266, Enric III es casà en segones núpcies amb Helena (1247 – 12 de juny de 1309), filla d'Albert I, Duc de Saxònia. No van tenir cap nen.

## Joventut
Després de la mort heroica del seu pare a la batalla de Legnica el 9 d'abril del 1241, Enric III encara era menor d'edat i estigué a cura de la seva mare juntament amb els seus germans petits Conrad i Ladislau. El 1242, la mort inesperada del seu germà Mieszko, el va col·locar en segon lloc immediatament després del seu germà gran Bolesław II el Calb. Des de llavors, esdevingué el cap de l'oposició política a la Baixa Silèsia contra el govern de Bolesław II.

## Enric III, Duc de Breslau
La primera aparició d'Enric III com a adult és el 1247; tanmateix, Bolesław II no tenia la mínima intenció de compartir-hi el poder. Fet que només canvià després de la revolta dels seus germans, qui fins i tot el van capturar. Enric III va ser fet regnà conjuntament amb el seu germà gran. La cooperació entre els germans no era massa bona i un any més tard, sota pressió d'Enric III, van decidir a fet una divisió dels districtes Legnica-Głogów-Lubusz i Breslau. Bolesław, mentre el germà més vell, va tenir l'oportunitat d'escollir el seu districte; va decidir en Legnica, perquè s'havia descobert or als rius Kaczawa i Wierzbiak.
Bolesław II podria haver esperat que Enric III trobés serioses dificultats amb Breslau (que rebé en la divisió), esperant que al final el Ducat li retornaria. Aquestes expectatives, tanmateix, mai es compliren. Enric III era un governant fort, i gairebé immediatament pogué imposar-se sobre la noblesa potent. Un punt addicional de l'acord era l'obligació d'oferir refugi als germans petits, Konrad i Władysław, destinat a la carrera eclesiàstica. Els intents reeixits d'Enric IIIde fer entrar a Władysław a l'Església va tenir un contrast total amb les relacions entre Bolesław i Konrad. Entre ells, hi hagué diverses disputes, en particular després que Konrad reclamà el seu districte propi i rebutjà esdevenir sacerdot. Només calia el pas del temps per a una guerra oberta entre Enric III (qui donava suport a Konrad) i Bolesław II.
Bolesław II, empobrit, va començar per témer la perspectiva d'un conflicte armat amb els seus germans. Per tal d'obtenir els recursos necessaris per fer la guerra, va decidir vendre la meitat de Lubusz a l'Arquebisbe de Magdeburg. Malauradament, Enric III també va començar per buscar un aliat als governants de Meissen. Derrotat, Bolesław II va ser forçat a donar el districte de Głogów a Konrad, qui va desitjar la intervenció d'Enric III sobre Legnica el 1250. Quan Konrad va decidir el segrest de Bolesław II, fins i tot al governant de Breslau, això era massa. Tots aquests tractaments no són esperats per agafar efecte sobre el Duc de Breslau, tanmateix, mentre Enric III en les seves relacions amb els germans ara buscats per evitar conflictes oberts. Només dins 1253, quan l'autoritat de Bolesław II va col·lapsar completament, Enric III l'ajudà per retornar al seu ducat.

## Aliança amb Bohèmia i guerra contra els ducs de la Gran Polònia
Als anys 1250 i 1260 Enric III esdevenia el més potent Piast Duc de la Baixa Silèsia. Consegüentment, no sorpén la seva activitat en política internacional. Enric III va fer aliances amb els seus parents, els Ducs d'Opole i Głogów, i amb els Reis de Bohèmia, Venceslau I i Ottokar II (als anys 1251, 1252, 1259, 1261 Enric III era a la cort reial de Praga). La cooperació amb els premíslides, tanmateix, no va tenir els resultats desitjats. Després que Bohèmia decidí interferir en la successió Babenberg d'Àustria amb el suport dels anglesos, Enric III decidí reafirmar la seva aliança amb aquest i repudià el seu tractat amb els governants de la Gran Polònia, Przemysł I i Bolesław el Pietós i la dinastia Árpád. Van decidir castigar Enric III, i entre 1253-1254 el Ducat de Breslau fou assetjat i saquejat. Els intents de forçar concessions, tant a través del xantatge (com en el cas del 1256, quan els fills d'Enric II el Pietós demanà la intervenció de la cúria papal, per tal de recuperar de part de Bolesław el Pietós) o suborn (el canvi de Dańkow el 1262, Enric III va prometre a Bolesław el Pietós i Boleslau V el Cast si passaven al bàndol bohemi) no tingueren bons resultats.

## Relacions i política interna amb la noblesa
Pel que fa a la política interna, Enric III mantingué la guàrdia per tal de defensar les prerrogatives de la dinastia Piast, i l'església li donava suport, ja que Enric III donava al seu torn suport al bisbe Tomàs de Breslau contra Bolesław II en les seves disputes. Aquesta particular política no complaïa la noblesa de Breslau; el 1266 sorgiren diversos aldarulls entre el nobles i cavallers, el qual va contribuir a la mort prematura del Duc.
Una altra manifestació del regnat d'Enric III fou la intensiva colonització alemanya de la Baixa Silèsia, que contribuí significativament al creixement i prosperitat del seu Ducat. Moltes ciutats van ser fundades durant aquest temps i a Ostrów Tumski a Wrocław es construí un enorme castell. Enric III també donà suport als artistes a la seva cort. Mentre que l'alemany a la cort d'Enric III era escassament dominant, fou usada pel duc de Breslau gairebé tot el temps. Al segle xiii, l'alemany era la llengua de política, de la mateixa manera que més tard al segle xvii era el francès i ara és l'anglès.

## La revolta de 1266
La política interna dictatorial d'Enric III conduí a una rebel·lió del populatxo. El pretext sorgí a mitjans del 1266 quan van forçar una divisió del Ducat de Breslau entre Enric III i el seu germà l'Arquebisbe Władysław de Salzburg. Władysław No fou cap de la revolta originant-se molt probablement entre la noblesa.
L'historiador polonès Jerzy Mularczyk, argüeix dos possibles dirigents de la revolta: primer, el Bisbe Tomàs de Breslau, qui, aprofitant l'aparent debilitat d'Enric III, va intentar enfortir la posició de l'església; però després de veure com el Duc concentrà tot el poder en les seves mans i llevant la noblesa dels seus privilegis, va témer que això també succeís amb la jerarquia eclesiàstica, cosa que no va permetre.
El segon dirigent possible fou Bolesław II el Calb que va esperar, dins cas de la divisió eventual del Ducat de Breslau i la mort esperada de Władysław sense hereus -perquè segui la carrera eclesiàstica-, va recuperar com a mínim un terç de Breslau (els restants dos terços foren retinguts per Enric III, el seu altre germà Konrad, i els seus descendents) per ell o els seus successors. L'acostament entre el Bisbe Tomàs i Bolesław II és provat per un document, en el qual el Duc de Legnica anomena el Bisbe Tomàs com el seu "compater noster", una manera inusual de referir-se a algú suposant un estret vincle entre ells. Tanmateix, no hi ha cap evidència directa per aquesta teoria. Poc és conegut del cert sobre la revolta de mitjans de l'any 1266, però certament fracassà, i el Ducat no va ser dividit.

## Mort
Enric III no va tenir temps de celebrar el seu èxit, perquè només uns quants mesos més tard morí de forma inesperadaa l'edat de trenta-nou anys. En tals situacions corregué la brama que fou emmetzinat. Tesi reflectida a la Kronika polska escrita pel monjo cistercenc Engelbert cap al 1283-1285.
La font de les circumstàncies antinaturals de la seva mort suggereix que alguns ducs silesians potser conspiraren en contra seu, i aquesta teoria no és infundada. Ja que durant els darrers mesos de la seva vida d'Enric III invertia el seu temps a lluitar contra l'oposició interna al seu regnat. Certament hi havia un grup gran de les persones afectades pel càstig del Duc després del final de la revolta que podrien haver decidit retirar-lo d'escena.
La participació dels dos dirigents postulats de la revolta de mitjans del 1266, el Bisbe Tomàs i Bolesław II el Calb, sembla inversemblant. Els benefici de la mort d'Enric III era petit: Breslau passà a les mans d'Enric IV, menor d'edat, sota la regència de l'Arquebisbe Władysław, el qual no canvia la política radical del seu germà gran. Enric III està morint petició per estendre la regla de Władysław la regència va ser feta amb el propòsit clar per reduir la sospita de culpabilitat contra ell. Els responsables de la seva mort podrien ser principalment els descontents amb el regnat dels cavallers, o dividir Breslau.
A més de la Kronika polska, la mort misteriosa d'Enric III va ser escrita fins i tot a la seva tomba: Anno domini Millesimo, Nonas Decembris obiit veneno inclitus dux Wratislaviensis Henricus tertius, secundus filius secundi Henrici, a Thartaris. D'allà, aquesta informació serà rebuda per la Crònica del Ducs silesians i la Genealogia i vida de Santa Eduvigis a Jan Długosz.
L'any de la mort d'Enric III és absolutament segur, que és confirmada per totes les fonts documentals i orals d'aquell temps. Tanmateix, hi ha disparitats sobre la data exacta. El 3 de desembre es creu la més probable, tot i que hi ha disparitats a les fonts incloent l'1 de desembre, el 5 de desembre i el 29 de novembre.